# Нойеншвандер, Анна
А́нна Нойеншва́ндер (нем. Anna Neuenschwander) — швейцарская кёрлингистка.

## Достижения
- Чемпионат Швейцарии по кёрлингу среди женщин: золото (2013), серебро (2010, 2011, 2015).

## Команды
| Сезон   | Четвёртый          | Третий             | Второй             | Первый              | Запасной                                                         | Турниры            |
| ------- | ------------------ | ------------------ | ------------------ | ------------------- | ---------------------------------------------------------------- | ------------------ |
| 1999—00 | Янине Грайнер      | Кармен Шефер       | Jacqueline Greiner | Barbara Appenzeller | Анна Нойеншвандер тренеры: Heinz Schmid, Томас Липс              | ЧМЮ 2000 (4 место) |
| 2005—06 | Сильвана Тиринцони | Сандра Аттингер    | Анна Нойеншвандер  | Эстер Нойеншвандер  | Кармен Шефер (ЧМ)                                                | ЧМ 2006 (10 место) |
| 2006—07 | Сильвана Тиринцони | Эстер Нойеншвандер | Анна Нойеншвандер  | Сандра Аттингер     | Мирьям Отт (ЧМ)                                                  | ЧМ 2007 (5 место)  |
| 2009—10 | Сильвана Тиринцони | Ирене Шори         | Эстер Нойеншвандер | Сандра Гантенбайн   | Анна Нойеншвандер, Кристине Урех тренер: Laurie Burrows          | ЧШЖ 2010           |
| 2010—11 | Сильвана Тиринцони | Ирене Шори         | Эстер Нойеншвандер | Сандра Гантенбайн   | Анна Нойеншвандер тренер: Laurie Burrows                         | ЧШЖ 2011           |
| 2011—12 | Сильвана Тиринцони | Ирене Шори         | Эстер Нойеншвандер | Сандра Гантенбайн   | Анна Нойеншвандер, Мануэла Корман-Нетцер тренер: Ralph Schönfeld | ЧШЖ 2012 (4 место) |
| 2012—13 | Сильвана Тиринцони | Марлене Альбрехт   | Эстер Нойеншвандер | Сандра Гантенбайн   | Анна Нойеншвандер, Andrea Marx тренер: Brian Chick               | ЧШЖ 2013           |
| 2014—15 | Сильвана Тиринцони | Мануэла Зигрист    | Эстер Нойеншвандер | Марлене Альбрехт    | Мануэла Нетцер, Анна Нойеншвандер                                | ЧШЖ 2015           |

(скипы выделены полужирным шрифтом)

## Частная жизнь
Сестра Анны, Эстер Нойеншвандер — тоже кёрлингистка, чемпионка мира, до 2015 Анна играла вместе с Эстер в одной команде скипа Сильваны Тиринцони, Эстер продолжает в ней играть.